# سكوت ليونارد
سكوت ليونارد (بالإنجليزية: Scott Leonard)‏ هو مغني أمريكي، ولد في 11 أكتوبر 1965 في إنديانابوليس في الولايات المتحدة.

## وصلات خارجية
- سكوت ليونارد على موقع IMDb (الإنجليزية)
- سكوت ليونارد على موقع ميوزك برينز (الإنجليزية)